# 前川歌音
前川 歌音（まえかわ かのん、2001年2月23日 - ）は、日本の女優である。大阪府出身。青春高校3年C組アイドル部および、グループ内ユニットのハイスクールベイビーの元メンバーで、リーダーを務めていた。ALWAYSに所属していたが、2023年10月現在事務所ホームページには記載がない。

## 略歴
- 2018年4月放送開始の「青春高校3年C組」に一期生として出演。出席番号は26番、軽音部でドラムを担当、秋元康からグループ初となるソロ曲「クラクションレクイエム」をもらいウインターライブで初披露、その後アイドル部へ移籍[1]。
- 2021年4月の「青春高校3年C組」放送終了に伴い、青春高校3年C組アイドル部での活動も終了。
- 個人では舞台を中心に女優として活躍。
- アーティスト名を”歌音”（Kanon）としてソロデビュー曲「My New World」を2023年2月24日リリース[2]。

## 人物
- 趣味・特技は歌。青春高校3年C組のHPに記載のキャッチフレーズは「大阪の歌うまお嬢様」[1]。
- 宝塚音楽学校を3度受験しており、最終の合格者発表まで進んだ経験がある。4度目の受験の前にテレビレギュラーが決まりメディアデビューに至っている。宝塚歌劇団で好きな組は花組、好きなトップスターは真飛聖。
- ルーニー・テューンズのキャラクタートゥイーティーを幼少期よりこよなく愛しキャラクターグッズ収集が趣味

## 出演

### テレビ番組
- 青春高校3年C組（2018年4月 - 2021年4月、テレビ東京）[1]
- 電脳トークTV〜相内さん、青春しましょ!〜（2019年、テレビ東京）
- 新shock感（2019年、テレビ東京）

### テレビドラマ
- 俺のスカート、どこ行った?（2019年、日本テレビ系）- 滝山七海 役[3]
- あのコの夢を見たんです。（2020年、テレビ東京系）- あゆみ 役
- スカッとジャパン（2020年4月20日、フジテレビ系）- 再現ドラマ
- あなた犯人じゃありません（2021年、テレビ東京系）- 前川歌音（本人）役

### 映画
- 君が落とした青空（2022年2月18日、ハピネットファントム・スタジオ）- 葵学院高等学校の生徒 役

### 舞台
- ミュージカル『美少女戦士セーラームーン』かぐや姫の恋人（2021年9月3日 - 12日、天王洲 銀河劇場）- セーラーマーキュリー / 水野亜美 役[4]
- 舞台『獅子の如く〜戦国湯舟評定〜』厳冬の陣（2021年12月22日 - 27日、六行会ホール）- 奥家香 役[5]
- ミュージカル『美少女戦士セーラームーン』 30周年記念 Musical Festival -Chronicle-"（2022年11月17日 - 20日、品川プリンスホテル・ステラボール）- セーラーマーキュリー / 水野亜美 役[6]
- "Pretty Guardian Sailor Moon" The Super Live（2025年3月12日 - 4月26日、北米ツアー全20都市 / 2025年10月9日 - 13日〈予定〉、サンシャイン劇場）- セーラーマーキュリー / 水野亜美 役[7]
- あのころの僕、これからの俺 〜タイムスリップ1970〜（2025年6月12日 - 15日〈予定〉、扇町ミュージアムキューブ CUBE01）[8]

### WEBCM
- マルホ 「ニキビ一緒に治そうProject　ショートドラマ第２話」（2019年）

### 雑誌
- anan（イットガール・2019年5月26日）